# Хеј, морнари
Хеј, морнари, уз поднаслов "победници Сплита `91, је први студијски албум српског панк рок бенда Џа или Бу. Албум је објављен 1992. године на касети. На овом албуму су снимљене нове пјесме бенда, али и неке од нумера које су раније објављене на демо издању Лепа касета. Назив А стране овог албума је  „Проклети Харолд“, а Б стране „Невидљива рибизла“. Сниман је у студијима Казабланка и Фокус током 1991. године. Текстови пјесама, прожети су актуелним политичко – друштвеним проблемима на ироничан начин критикују тадашњу владајућу класу.  Управо захваљујући актуелности, квалитету, али и интересовању публике, Metropolis Records је реиздао овај албум јула 1994. године. Текст прве пјесме са овог албума -  “Живео Стаљин и светска револуција”, инспирисан је чувеним репликом Бате Стојковића из филма “Балкански шпијун”:
…Па јесу л' мене затварали, само зато што сам викао: "Живео Стаљин и светска револуција!?" Јесте ме зато затварали? Па шта је требало да вичем? "Живео капитализам!?" Слушај ти, Стаљин вас је убијао ал' није убијао довољно. Ја сам његову слику држао као икону пет година, и држаћу је поново. Нећете ви да је добијете док год сам ја жив! Ја, мој брат, хиљаду нас приде...

## Списак пјесама
- Страна “Проклети Харолд”

1. Живео Стаљин и светска револуција - 3:28
2. Хајде - 3:07
3. Човек свој - 5:02
4. Пут - 2:16
5. Космонаут - 4:19
6. Јогурт I - 0:08
7. Високи напон - 3:58

- Страна „Невидљива рибизла“

1. Краљица „Пица парка“ - 5:27
2. „Жак Кусто“ - 4:24
3. Како је преминуо доктор Носорог - 2:26
4. Јогурт II - 0:15
5. Флиперашки сан - 2:48
6. Смрдибуба - 1:04
7. Сећам се - 4:16
8. Победа и пораз - 0:53